# Minutaleyrodes
Minutaleyrodes es un género de insectos hemípteros de la familia Aleyrodidae, subfamilia Aleyrodinae. El género fue descrito primero por Jesudasan & David en 1990.

## Especies
La siguiente es la lista de especies pertenecientes a este género.
- Minutaleyrodes cherasensis (Corbett, 1935)
- Minutaleyrodes indicus Meganathan & David, 1994
- Minutaleyrodes kolliensis (David, 1977)
- Minutaleyrodes minuta (Singh, 1931)
- Minutaleyrodes suishanus (Takahashi, 1934)